# Plagiohammus granulosus
Plagiohammus granulosus är en skalbaggsart som först beskrevs av Bates 1885.  Plagiohammus granulosus ingår i släktet Plagiohammus och familjen långhorningar.
Artens utbredningsområde är Belize. Inga underarter finns listade i Catalogue of Life.